# Abdij Maria Hart

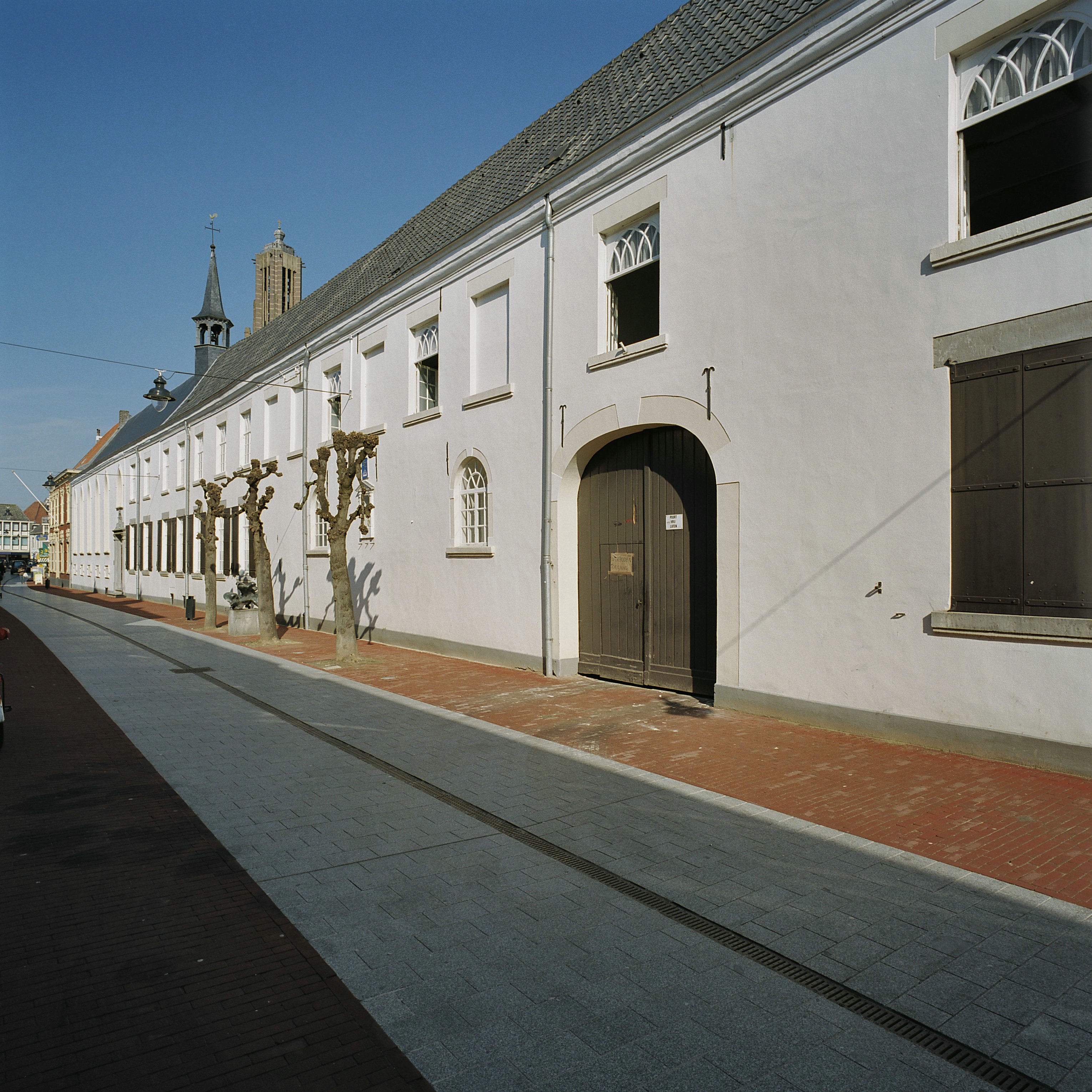
Birgittinessenklooster

Abdij Maria Hart is een Birgittinessenklooster, gelegen aan Maasstraat 17 in Weert.

## Geschiedenis
In 1442 werd hier een klooster gesticht, Maria Wijngaard geheten, voor de kanunnikessen van Augustinus. In 1539 werd bij dit klooster een kapel gebouwd. In 1797 werd dit klooster opgeheven en de kapel werd in 1836 afgebroken. In 1843 werd het klooster betrokken door de Birgittinessen uit Uden. In 1876 werd het een slotklooster. In 2006 kwamen enkele nieuwe buitenlandse zusters in het klooster wonen, die echter geen contemplatieve slotzusters waren. Het klooster kreeg toen een meer open karakter.

## Gebouw
Aan de straat bevindt zich een lange gevel. Hier is de kapel uit 1843 met dakruiter en spitsboogvensters. Ook is daar de toegangspoort, met een barokke omlijsting. In een nis is een beeldje van de Heilige Birgitta geplaatst.
Het complex bestaat uit een aantal gebouwen die om een binnenplaats zijn gegroepeerd. Enkele 18e-eeuwse en mogelijk 17e-eeuwse gebouwonderdelen zijn nog aanwezig.